# Функциональные пищевые продукты
Функциональные пищевые продукты — специальные пищевые продукты, позиционируемые производителями для систематического употребления в составе пищевых рационов всеми возрастными группами здорового населения. Такие продукты должны снижать риски различных заболеваний или иметь какие-то дополнительные преимущества в влиянии на физиологию потребителей по сравнению с обычными продуктами..
ВОЗ предупреждает, что подобные продукты могут использовать вводящую в заблуждение рекламу, с необоснованными утверждениями о положительном влиянии таких продуктов на здоровье потребителей.
От добавления витаминов в сладости они не становятся полезными для здоровья
По данным ВОЗ, изобретение термина «функциональные продукты» и их агрессивный маркетинг позволили значительно повысить доходность ряду компаний.

## Происхождение
Родиной понятия физиологически функциональных продуктов для питания организма человека является Япония, которая в 1989 году приняла закон об улучшении питания. Новая система была направлена на то, чтобы помочь продвигать производство продуктов для питания, нацеленных на решение серьёзных проблем со здоровьем. Японское правительство признает функциональное питание как альтернативу медикаментозной терапии и определяет его как Food for Specific Health Use (FOSHU).
Закон об улучшении питания в Японии включает в себя пять категорий «Продуктов для питания организма человека специального диетического использования»:
- сухое молоко для беременных и кормящих женщин;
- сухое молоко по особому рецепту для младенцев;
- продукты для питания людям пожилого возраста, которым трудно пережевывать и глотать;
- единичные продукты для питания больными (то есть продукты с натрием, калориями, белком, лактозой, а также противоаллергические) и группы продуктов для диет с низким содержанием натрия, для диабетиков, для лиц с болезнями печени и старческой тучностью;
- продукты для питания специального оздоровительного использования (FOSHU). Продукты, относимые к категории FOSHU, представляют собой продукты для питания, в которые добавляются полезные и эффективные ингредиенты. При этом функциональные ингредиенты должны доказать своё медицинское и питательное преимущество.

## Регулирование заявлений производителей функциональных продуктов в Европейском союзе
В настоящее время Европейским советом разрешены для использования следующие заявления о снижении риска развития заболеваний и о положительном влиянии пищевых продуктов на развитие и здоровье детей (постановления EC № 983/2009, 1024/2009, 384/2010, 440/2011, 957/2010):
- стерины растений снижают уровень холестерина в крови. Высокий уровень холестерина является фактором риска развития коронарной болезни сердца;
- эфиры станола[англ.] растительного происхождения снижают уровень холестерина в крови. Высокий уровень холестерина является фактором риска развития коронарной болезни сердца;
- эссенциальные жирные кислоты необходимы для нормального роста и развития детей;
- кальций необходим для нормального роста и развития костей у детей;
- белки необходимы для нормального роста и развития костей у детей;
- кальций и витамин D необходимы для роста и нормального развития детей;
- витамин D необходим для роста и нормального развития детей;
- растительные стерины и эфиры станола снижают уровень холестерина в крови. Высокий уровень холестерина является фактором риска развития коронарной болезни сердца;
- жевательная резинка, содержащая в качестве подсластителя 100 % ксилита, снижает риск появления зубного камня. Появление зубного камня является фактором риска развития зубного кариеса у детей;
- фосфор необходим для роста и нормального развития детей;
- стерины и станолы растительного происхождения снижают уровень холестерина в крови. Высокий уровень холестерина является фактором риска развития коронарной болезни сердца;
- потребление докозагексаеновой кислоты (DHA) необходимо для развития детей в возрасте до 12 мес;
- потребление докозагексаеновой кислоты (DHA) женщинами необходимо для развития зрения у детей в перинатальном периоде и во время кормления грудью;
- потребление докозагексаеновой кислоты (DHA) женщинами необходимо для развития нормального развития мозга у детей в перинатальном периоде и во время кормления грудью;
- йод необходим для нормального роста детей;
- железо необходимо для нормального развития познавательных способностей детей;
- бета-глюкан[англ.] овса снижает уровень холестерина в крови.

В соответствии с Постановлением ЕС № 1924/2006 при разработке заявлений об оздоровительных свойствах пищевых продуктов не должны утверждаться:
- заявления о том, что будет нанесен вред здоровью, если не потреблять данный продукт;
- заявления, в которых дается ссылка на норму или сумму потери массы тела в результате потребления продукта;
- заявления, в которых приводятся индивидуальные рекомендации врачам или другим медицинским работникам или связанным с медициной лицам, не разрешенные к использованию уполномоченными органами;
- заявления о пользе для здоровья алкогольных напитков.

Европейский совет также постоянно публикует постановления в отношении отклоненных (не имеющих достаточных доказательств пользы для здоровья) заявлений об оздоровительных свойствах пищевых продуктов.

## Состав продуктов
Функциональные продукты содержат много «биологически активных компонентов»[неизвестный термин], к которым относятся:
- молочнокислые бактерии и пробиотики;
- витамины;
- олигосахариды;
- эйкозапентаеновая кислота;
- пищевые волокна;
- биофлавоноиды;
- антиоксиданты;
- полиненасыщенные жирные кислоты;
- биологически значимые элементы (часто неправильно называемые минералами);
- незаменимые аминокислоты;
- пептиды;
- белки;
- холины;
- гликозиды.

## Виды функциональных продуктов
- Каши
- Супы
- Хлебобулочные изделия
- Напитки и коктейли
- Спортивное питание
- Молочные продукты